# Heterodisomia
L'heterodisomia és la presència de dos cromosomes homòlegs heretats del mateix progenitor en comptes d'haver-se heretat cadascun d'un progenitor. Aquest fenomen es pot donar per diverses vies:
- Es pot produir per la pèrdua d'un cromosoma a un zigot trisòmic (rescat trisòmic)
- Es pot produir per la fertilització d'un gàmeta amb dues còpies d'un mateix cromosoma (complementació gamètica).

Aquest fenomen té dues implicacions. Hi ha molta més probabilitat que es transmetin dos al·lels mutats d'una malaltia i es desenvolupen malalties a causa de l'impromta genòmica.
La diferència entre heterodisomia i isodisomia rau en el fet que la heterodisomia són dos cromosomes homòlegs, l'isodisomia són dos cromosomes idèntics.